# 日本損害保険代理業協会
一般社団法人日本損害保険代理業協会（にほんそんがいほけんだいりぎょうきょうかい）は、日本の一般社団法人。所在地は、東京都千代田区有楽町。全国47都道府県の損害保険代理業協会によって構成されている。
損害保険の普及、保険契約者と一般消費者の利益保護、損害保険代理店の資質向上および業務の適正運営の確保、損害保険事業の健全な発展への寄与と社会貢献を活動の主旨とする。

## 沿革
- 昭和15年10月「東京火保代理業懇話会」
- 昭和18年12月「東京損害保険代理業協会」
- 昭和23年2月「全国損害保険代理業協会連絡協議会」
- 昭和25年5月「全国損害保険代理業協会連合会」（略称は全代連）
- 昭和39年12月「社団法人　全国損害保険代理業協会連合会（大蔵省認可）
- 昭和55年4月「社団法人　日本損害保険代理業協会」に改組
- 平成24年6月「一般社団法人　日本損害保険代理業協会」